# Acacia melanoceras
Acacia melanoceras é uma espécie de leguminosa do gênero Acacia, pertencente à família Fabaceae.